# 理查森冰原島峰
66°22′S 64°56′W / 66.367°S 64.933°W
理查森冰原島峰（英語：Richardson Nunatak），是南極洲的冰原島峰，位於葛拉漢地的葛拉漢海岸，處於休吉冰川南部，英國研究隊根據該國公司的照片繪入地圖，現時由南極條約體系管理。